# Mouette de Bonaparte
Chroicocephalus philadelphia
Espèce
Statut de conservation UICN

 LC  : Préoccupation mineure
La Mouette de Bonaparte (Chroicocephalus philadelphia) est une espèce d'oiseaux de la famille des laridés.
Son nom commémore l'ornithologue français Charles-Lucien Bonaparte (1803-1857).

## Description
Cet oiseau ressemble à une petite mouette rieuse au bec noir plus court et au manteau gris un peu plus foncé.

## Habitat et répartition

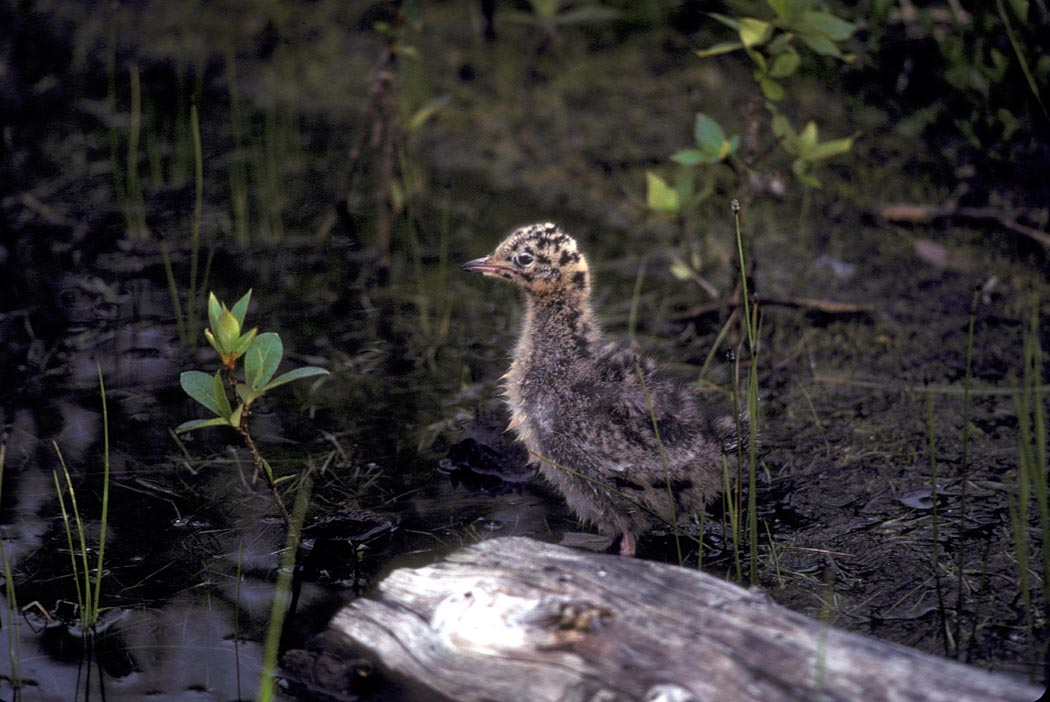
poussin

Cet oiseau vit au Canada et en Alaska ; il hiverne dans le sud des États-Unis et le nord-est du Mexique.

## Mensurations
Elle mesure 28 - 30 cm pour 170 - 230 g, avec une envergure de 78 - 84 cm.

## Alimentation
Il se nourrit de poissons, de krill euphausiidae, d'amphipodes et d'insectes.